# Amphipholis tuberosa
Amphipholis tuberosa is een slangster uit de familie Amphiuridae.
De wetenschappelijke naam van de soort werd in 2011 gepubliceerd door Sabine Stöhr.